# Подводная окраина материка
Подво́дная окра́ина материка́ — часть материковой поверхности, расположенная ниже уровня океана. Иными словами — периферические районы дна Мирового океана с геологическим строением и рельефом, которые представляют из себя продолжение надводной части материковой суши. В экономическом отношении подводная окраина материкового побережья является наиболее доступной для освоения частью морской зоны, в её пределах ведётся активная разработка полезных ископаемых (нефть, природный газ и т. п.).
В соответствии со статьями 1 и 2 Федерального закона № 187-Ф3 «О континентальном шельфе Российской Федерации» от 30 ноября 1995 года подводная окраина материка, на котором располагается Российская Федерация, определяется как продолжение континентального шельфа, включающее в себя его поверхность и недра. Конвенция ООН по морскому праву в статье 76, устанавливает, что «внешняя граница подводной окраины материка» простирается (i) до места, где толщина осадочных пород составляет не менее одного процента расстояния до подножия континентального склона или (ii) на расстояние 60 миль от подножия континентального склона.

## Географическое описание
Суммарная площадь подводных окраин земных материков — около 81,5 млн кв. км или 14 % поверхности планеты; они состоят из шельфа, материкового склона и материкового подножия. Земная кора в пределах подводных окраин материков принадлежит к материковому типу, в тектоническом отношении она, как правило, относится к материковым платформам, однако местами проявляется молодой вулканизм и сейсмоактивность. В сравнении с платформенными участками суши монолитный слой подводной окраины материка существенно тоньше, а на границе раздела материкового подножия с ложем океана он сменяется океанической земной корой. В некоторых районах рельеф раздроблен и чёткого разделения на шельф, материковый склон и материковое подножие не наблюдается.
Подводные окраины материков являются местом, где разворачиваются наиболее динамичные подводные процессы: деятельность волн, течений, плавучих льдов, приливов и отливов, морских организмов, мутьевых потоков и др. В то же самое время, благодаря близкому присутствию суши в эти районы постоянно поступает много терригенного материала, который чаще всего накапливается на окраинах материкового плато, во впадинах шельфа и в окрестностях материкового подножия. Это предопределяет многообразие донных отложений, особенно в пределах шельфовой части дна.